# 11. december
11. december er dag 345 i året i den gregorianske kalender (dag 346 i skudår). Der er 20 dage tilbage af året.
Dagens navn er Damasus.
Dagen er en af de uheldige i Tycho Brahes kalender. Dagen kaldes også for Fandens fødselsdag ligesom den 11. juni.

### Begivenheder
Født - Dødsfald
- 1816 - Indiana bliver den 19. delstat i USA.
- 1816   - C.J. Thomsen udnævnes til sekretær i Oldsagskommissionen. Thomsen "opfinder" senere inddelingen af oldtiden i sten-, bronze- og jernalder.
- 1894 - I Paris åbner den første biludstilling. Der er ni deltagere.
- 1930 - Den tyske regering udsteder forbud mod at vise filmen Intet nyt fra vestfronten, bygget over Erich Maria Remarques roman om første verdenskrig.
- 1936 - Hertugen af York bliver kronet som George 6., efter at hans broder Edvard 8. abdicerer og "flygter" til Frankrig for at gifte sig med fraskilte Mrs. Wallis Simpson.
- 1937 - Italien forlader Folkeforbundet i protest mod sanktionerne mod Italiens angreb på Abessinien (Ethiopien).
- 1941 - Tyskland erklærer krig mod USA og afbryder de diplomatiske forbindelser.
- 1946 - UNICEF , FN's børnefond grundlægges.
- 1958 - Øvre Volta (det nuværende Burkina Faso) erklærer sig uafhængig af Frankrig.
- 1991 - På EF-topmødet i Maastricht opnås enighed om en politisk union. England afviser at medtage "den sociale dimension".
- 1994 - Rusland invaderer den oprørske Kaukasus-republik Tjetjenien.
- 2001 - Folkerepublikken Kina bliver medlem af World Trade Organization.
- 2003 - Det afsløres, at en videnskabelig medarbejder i perioden 1968-1978 har stjålet værker fra Det Kongelige Bibliotek i København til en anslået værdi af 150 - 300 mio kroner.

### Født
- 1475 - Pave Leo 10. (død 1521).
- 1803 - Hector Berlioz, fransk komponist (død 1869).
- 1874 - Paul Wegener, tysk skuespiller (død 1948).
- 1885 - Carlo Wieth, dansk skuespiller (død 1943).
- 1902 - Arne Ungermann, dansk tegner (død 1981).
- 1907 - Edith Hermansen, dansk skuespiller (død 1988).
- 1908 - Elliott Carter, amerikansk komponist (død 2012).
- 1908   - Manoel de Oliveira, portugisisk filminstruktør (død 2015).
- 1911 - Naguib Mahfouz, egyptisk forfatter og modtager af Nobelprisen i litteratur (død 2006).
- 1911   - Qian Xuesen, kinesisk videnskabsmand. (død 2009).
- 1912 - Carlo Ponti, italiensk filmproducent (død 2007).
- 1918 - Aleksandr Solsjenitsyn, russisk forfatter og modtager af Nobelprisen i litteratur (død 2008).
- 1918   - Erling Bjøl, dansk politolog, journalist, professor og forfatter (død 2023).
- 1919 - Cliff Michelmore, engelsk tv-vært og producer (død 2016).
- 1922 - Dilip Kumar, indisk skuespiller (død 2021).
- 1926 - Grethe Thordahl, dansk skuespiller (død 2004).
- 1930 - Jean-Louis Trintignant, fransk skuespiller (død 2022).
- 1930   - Henrik Leth, dansk referent (død 2008).
- 1931 - Rita Moreno, puertoricansk skuespillerinde.
- 1932 - Vibeke Woldbye, dansk kunsthistoriker (død 2015).
- 1934 - Leif Petersen, dansk dansk dramatiker og forfatter (død 2025).
- 1936 - Bruno Amoroso, italiensk-født dansk økonom (død 2017)
- 1937 - Franz Grundheber, tysk-østrigsk operasanger.
- 1940 - Lone Helmer, dansk skuespillerinde (død 1997).
- 1943 - John Kerry, amerikansk politiker.
- 1944 - Brenda Lee, amerikansk sanger.
- 1948 - Sonja Oppenhagen, dansk skuespiller.
- 1949 - Peter Brixtofte, dansk politiker og minister (død 2016).
- 1961 - Morten Køhlert, dansk filminstruktør og manuskriptforfatter.
- 1964 - Bubber, dansk tv-vært.
- 1969 - Vishwanathan Anand, indisk skakspiller.
- 1971 - Rasmus Normann Nielsen (Roben), Guitarist, sanger og komponist i Roben & Knud
- 1973 - Brian Mørk, dansk komiker.
- 1978 - Laus Høybye, dansk skuespiller.
- 1979 - Louise Mortensen, dansk håndboldspiller.
- 1981 - Javier Saviola, argentinsk fodboldspiller.

### Dødsfald
- 1659 - Ulrik Christian Gyldenløve, dansk rigsgeneral (født 1630).
- 1875 - Frederik Ferdinand Helsted, dansk maler, tegner og tegnelærer (født 1809).
- 1882 - Hans Schneekloth, dansk skolepioner (født 1812).
- 1898 - Carl Christian Burmeister, dansk maskinfabrikant og grundlægger (født 1821).
- 1903 - Heinrich Tønnies, tysk/dansk fotograf (født 1825).
- 1955 - Axel Reventlow, dansk direktør (født 1894).
- 1964 - Sam Cooke, amerikansk sanger (født 1931).
- 1978 - A.C. Normann, dansk politiker og minister (født 1904).
- 1991 - Helge Nielsen, dansk politiker og minister (født 1918).
- 2012 - Ravi Shankar, indisk sitarspiller og komponist (født 1920).
- 2021 - Povl Høst-Madsen, dansk journalist (født 1938).

|  | Denne datoartikel kan blive bedre, hvis der indsættes et (bedre) billede Du kan hjælpe ved at afsøge Wikimedia Commons for et passende billede eller uploade et godt billede til Wikimedia Commons iht. de tilladte licenser og indsætte det i artiklen. |